# نظريات مؤامرة الكائنات المعدلة وراثيا
نظريات مؤامرة جي إم أو (بالإنجليزية: GMO conspiracy theories)‏ هي نظريات مؤامرة متعلقة بإنتاج وبيع المحاصيل المعدلة وراثيًا والأغذية المعدلة وراثيًا (يُشار إليها أيضًا بالكائنات المعدلة وراثيًا أو «جي إم أو»). تشمل نظريات المؤامرة هذه الادعاءات بأن الشركات الزراعية، وخاصةً مونسانتو، طمست بيانات تبين أن الكائنات المعدلة وراثيًا تسبب ضررًا، وتتسبب عمدًا في نقص الغذاء لتشجيع استخدام الأغذية المعدلة وراثيًا، أو أنها شاركت في اختيار الوكالات الحكومية مثل إدارة الغذاء والأدوية في الولايات المتحدة أو الجمعيات العلمية مثل الجمعية الأمريكية لتقدم العلوم. يقول النقاد إن نظريات مؤامرة الكائنات المعدلة وراثيًا يصدرها غالبًا المعارضين لإنتاج وبيع الكائنات المعدلة وراثيًا، ظهرت مؤخرًا حالات من نظريات المؤامرة غير المدعومة بالأدلة في إطار قضايا الصحة العامة معظمها لا علاقة لها بالكائنات المعدلة وراثيًا، بما في ذلك تفشي فيروس زيكا في الفترة 2015-2016 والمخاوف المتعلقة بسلامة الغذاء في سلسلة مطاعم تشيبوتلي مكسيكان غريل.

## السياق
أكد العلماء والصحافيون والمتشككون المعارضون للنشاط المفرط المناهض للكائنات المعدلة وراثيًا، على وجود نظريات مؤامرة مرتبطة بالخوف من الكائنات المعدلة وراثيًا. ومن هؤلاء المعلقين مايكل شارمر (كاتب سلسلة أعمدة سكبتك (متشكك) الشهرية لمجلة سيانتفك أمريكان)، ومارك ليناس (ناشط وكاتب بيئي عارض الكائنات المعدلة وراثيًا لسنوات وغير موقفه مؤخرًا)، وجون إنتين (مؤسس ورئيس منظمة تأييد مخصصة لتعزيز القضية لصالح الهندسة الوراثية في الزراعة والتقنية الحيوية). أحاط الأكاديميون الذين يكتبون عن أخلاقيات علم الأحياء والتواصل العلمي، علمًا بذلك أيضًا. في عام 2013، وجد مقال منشور في مجلة بلوس ون دليلًا إحصائيًا يربط تفكير نظرية المؤامرة باعتباره عاملًا مهمًا في رفض المقترحات العلمية حول الغذاء المهندس وراثيًا. حدد عالم الكيمياء الحيوية بول كريستو، وعالم البستنة هاري كلي، إحدى نظريات مؤامرة الكائنات المعدلة وراثيًا، بوصفها ادعاء بأن شركات مبيدات الآفات طورت هذه الكائنات المعدلة وراثيًا وروجت لها لجعل المحاصيل أكثر عرضة للآفات، فتتطلب بالتالي المزيد من مبيدات الآفات، بينما حدد الفيلسوف يوها رايكا نظرية مؤامرة تدعي عدم وجود أي أدلة علمية موثوقة تبين الآثار الضارة للكائنات المعدلة وراثيًا، وذلك ليس بسبب نقص الأدلة، بل بسبب مؤامرة لإخفاء تلك الأدلة.
احتُج بنظريات مؤامرة تتضمن الكائنات المعدلة وراثيًا ومروجيها في سياقات مختلفة. مثلًا، قال عالم الأحياء الأميركي بّي. زيد. مايرز، في تعليقه على قضية سيراليني، وهي حادثة تضمنت سحب ورقة بحثية تعرضت لانتقادات كثيرة وادعت وجود تأثيرات ضارة للكائنات المعدلة وراثيًا على فئران مختبرية، إن الناشطين المناهضين للكائنات المعدلة وراثيًا يزعمون أن السحب كان جزءًا من «مؤامرة لإخفاء الحقيقة». وحدد عمل يسعى لاستكشاف المخاطر المتصورة المتعلقة بالكائنات المعدلة وراثيًا في تركيا اعتقادًا سائدًا بين الشخصيات السياسية والدينية المحافظة اللذين عارضوا الكائنات المعدلة وراثيًا أنها كانت «مؤامرة من الشركات اليهودية متعددة الجنسيات وإسرائيل للسيطرة على العالم» بينما أظهرت دراسة لاتفية أن شريحة من سكان البلد تعتقد أن الكائنات المعدلة وراثيًا كانت جزءًا من نظرية مؤامرة أكبر لتسميم سكان البلاد.

وجدت دراسة للأجهزة الإعلام الخطابية المستخدمة في خونان في الصين، أن المقالات الإخبارية التي عارضت تجارب الأرز الذهبي شجعت نظريات المؤامرة «بما في ذلك الرأي القائل بأن الغرب يستخدم الهندسة الوراثية لفرض رقابة عالمية على الزراعة وأن المنتجات المعدلة وراثيًا هي أدوات للإبادة الجماعية». وبالمثل، أظهرت دراسة للخطاب المستخدم في المناقشات السياسة العامة حول الأغذية المعدلة وراثيًا في غانا أن نظريات المؤامرة كانت سمة من سمات معارضة المجتمع المدني للكائنات المعدلة وراثيًا:
أنكر العلماء والحكومة الادعاء بأن الكائنات المعدلة وراثيًا كانت تمييزية وتشكل خطرًا كبيرًا على صحة الإنسان، بالإضافة إلى الدعوة إلى اتخاذ إجراء حيال الكائنات المعدلة وراثيًا. كيّف المجتمع المدني خطاب عدم الصدق المضاد، مدعيًا أن العلماء لديهم نوع من «الأجندة الخفية» وراء ادعائهم، مثل الرغبة في كسب المال فحسب من براءات اختراعهم على الكائنات المعدلة وراثيًا. يتحتم أن تشمل الاتصالات المتعلقة بالكائنات المعدلة وراثيًا الافتراضات الأساسية، والشكوك والاحتمالات المرتبطة بأفضل وأسوأ السيناريوهات. يُعد هذا شرطًا ضروريًا لتقليل المعلومات المضللة حول الكائنات المعدلة وراثيًا، ولكنه قد لا يكون كافيًا لمحو نظريات المؤامرة تمامًا من عقول العامة، خاصةً عندما يُنظر إلى العلماء والحكومة على أنهم متحيزون تجاه الشركات المتعددة الجنسيات المشغولة ظاهريًا بالأرباح.
وضعت الناقدة الاجتماعية مارغريت ستانغ بعض الحجج التي اعتمدها منظرو مؤامرة الكائنات المعدلة وراثيًا في سياق اعتبرها جزءًا من الجدل الكبير المحيط بالموضوع:
يثير تشجيع الشركات للغذاء المعدل وراثيًا شكوكًا كبيرة. يقول النقاد إن الأطعمة المعدلة وراثيًا («فرانكن فوود») مربحة للصناعة ليس فقط لأنه يمكن تسجيل براءة اختراعها، ولكن لأن توحيد المحاصيل سيؤدي في النهاية إلى زيادة الطلب على مبيدات الآفات. أكد منظرو المؤامرة الاتهام القائل بأن مصالح الغذاء الكبيرة تستغل الفقر لفتح أسواق جديدة للأغذية المعدلة وراثيًا، ووصفوا خلق الاقتصاد الكلي المتعمد لحالات نقص الغذاء في الدول الفقيرة لفتح الباب للأغذية المعدلة وراثيًا. تُغذي معارضة مصانع المواد الغذائية لوضع العلامات على الأغذية المعدلة وراثيًا وللتدابير الوقائية هذه الشكوك.
تبنى عالم الأخلاقيات البيولوجية مايكل ريس والفيلسوف الأخلاقي روجر ستروغان هذا الرأي، وشرحا في كتابهما تحسين الطبيعة؟: علم وأخلاقيات الهندسة الوراثية أن المخاوف من تعزيز سلطة بعض شركات الكيماويات الزراعية على المزارعين هي الحجة رئيسية ضد تقنية الهندسة الوراثية الجديدة في الزراعة: «ينتمي هذا الخوف، في أقصى درجاته، إلى نوع من نظريات المؤامرة، ويُصوّر، بشكل كاريكاتوري إلى حد ما، المزارعين العاجزين الذين يجبرون على دفع مبالغ متزايدة لشركات دولية مجهولة تجني أرباحًا من تكلفة بذور المحاصيل ومن تكلفة مبيدات الأعشاب المستخدمة لرش هذه البذور.»

لخص أساتذا العلوم السياسية جوزيف أوسينسكي وجوزيف م. بيرنت في كتابهما نظريات المؤامرة الأمريكية الأشخاص الذين تبنوا نظريات المؤامرة الكائنات المعدلة وراثيًا كما يلي:
هناك حركة تآمرية نموذجية أخرى تتضمن أولئك الذين يعارضون الكائنات المعدلة وراثيًا، وتُعد في جوهرها احتجاجًا ضد الهندسة الوراثية للأغذية. لا يُعتبر كل من يعارض الكائنات المعدلة وراثيًا مُنظر مؤامرة: يمكن أن يختلف الأشخاص العقلانيون حول البحث ويفشلون في رؤية المجموعات الصغيرة من الأشخاص الذين يعملون سرًا ضد الصالح العام. لكن أكثر أعضاء هذه الحركة صراحةً وقوة هم منظرو المؤامرة. وهم يعتقدون أن الأطعمة المعدلة وراثيًا هي مكيدة من الشركات، بقيادة شركة مونسانتو العملاقة متعددة الجنسيات، للربح من الأطعمة غير الصحية.
حدد أوسكنسكي، كاتبًا لمجلة بوليتيكو في سياق الانتخابات الرئاسية الأمريكية لعام 2016، نظريات مؤامرة الكائنات المعدلة وراثيًا كواحدة من «الإشارات المشرفة» الملحقة بقائمة «خمس نظريات المؤامرة الأكثر خطورة لعام 2016». وخص بالذكر المرشحين بيرني ساندرز وجيل ستاين تحديدًا كناشرين لها. حدد مايكل شيرمر وبات لينس في بالكتابة لمجلة سكبتك، من الناحية الأديولوجية السياسية، يتبنى اليساريون بصورة رئيسية نظريات المؤامرة المتعلقة بالكائنات المعدلة وراثيًا.
حدد العلماء الطرق التي ساعدت بها شبكة الإنترنت في انتشار نظريات المؤامرة وربطت بينها، بما فيها النظريات المتعلقة بالكائنات المعدلة وراثيًا. مثلًا، وجد عالما الكمبيوتر تانوشري ميترا وماتيا ساموري في دراسة أجريت عام 2018 أن «بعض المواضيع مثل «شركات الأدوية الكبرى» و«اللقاحات» و«الكائنات المعدلة وراثيًا»، تستنكر فساد الخدمات الصحية وتروج لفضائل نمط الحياة «الطبيعي».» أفادت مجلة إم آي تي تكنولوجي ريفيو في فبراير 2018 أن حملات التضليل المدعومة من روسيا تثير الارتباك العام حول الكائنات المعدلة وراثيًا من خلال تعزيز نظريات المؤامرة.